# Aconitum lonchodontum
Aconitum lonchodontum är en ranunkelväxtart som beskrevs av Hand.-mazz.. Aconitum lonchodontum ingår i släktet stormhattar, och familjen ranunkelväxter. Inga underarter finns listade i Catalogue of Life.